# Molophilus hexacanthus
Molophilus hexacanthus là một loài ruồi trong họ Limoniidae. Chúng phân bố ở miền Australasia.